# Jone Lopes Pedro
Jone Lopes Pedro (* 28. Mai 1990 in Luanda) ist ein deutsch-angolanischer Basketballspieler, der auch über die portugiesische Staatsbürgerschaft verfügt.

## Leben
Der 2,08 Meter große Flügel- und Innenspieler kam in Angola zur Welt, lebte als Kind in Portugal und den Niederlanden und ab dem sechsten Lebensjahr in Aachen. Er spielte zunächst Fußball und Tischtennis, mit 14 Jahren begann er mit dem Basketball, die Sportart, in der sein Vater Adriano angolanischer Nationalspieler gewesen war. Mit 17 Jahren hörte Lopes Pedro zunächst mit dem Basketball auf und pausierte zwei Jahre.
Er ging nach Portugal, spielte dort für den Verein Sport Algés e Dafundo, weilte auch in Spanien sowie den Vereinigten Staaten. In der Saison 2011/12 spielte Lopes Pedro für die zweite Herrenmannschaft der Giants Düsseldorf in der 2. Regionalliga. Im Sommer 2012 nahm er mit der Mannschaft „Der Stamm“ an der Streetball-Weltmeisterschaft in Paris teil und wurde im Juli 2012 vom Bundesligisten TBB Trier verpflichtet. Im Oktober 2012 nahm Lopes Pedro die deutsche Staatsbürgerschaft an, die portugiesische behielt er ebenfalls. Im Laufe des Spieljahres 2012/13 bestritt er für Trier drei Kurzeinsätze in der Basketball-Bundesliga, während er hauptsächlich mit einer Doppellizenz für DJK/MJC Trier in der 1. Regionalliga auflief und dort in 20 Saison im Schnitt 14,2 Punkte, 7,9 Rebounds sowie 1,9 Blocks je Begegnung erzielte.
In der Saison 2013/14 spielte er für den angolanischen Erstligisten Atlético Sport Aviação (ASA). 2014 wurde er in Angolas Nationalmannschaft berufen.
Im September 2014 wechselte er zum angolanischen Erstligisten Clube Desportivo 1º de Agosto. Im Dezember 2015 nahm er mit dem Klub an der Afrikameisterschaft für Vereinsmannschaften teil. Im März 2016 musste sich Lones Pedro einer Kreuzbandoperation unterziehen und fiel anschließend bis Januar 2017 aus.
2018 nahm er mit Angolas Nationalmannschaft an den Qualifikationsspielen für die Weltmeisterschaft 2019 teil.
Regelmäßig nimmt Lopes Pedro mit der Mannschaft „Der Stamm“ in der Basketball-Variante „3-gegen-3“ an Turnieren in Deutschland sowie auf internationaler Ebene teil.
Im März 2019 wechselte er zum portugiesischen Erstligaverein Galitos Barreiro und 2020 zu Atletico Petroleos de Luanda nach Angola. Für Atletico Petroleos spielte er bis 2024, darunter auch in der Basketball Africa League. Im August 2024 meldete der spanische Drittligist Palma Fibwi seine Verpflichtung.